# Signoria di Sassuolo
La signoria di Sassuolo fu un'entità territoriale autonoma esistita dal 1499 al 1599, costituita a causa di una controversia tra i cugini Giberto III Pio di Savoia e Alberto III Pio di Savoia, consignori di Carpi, per il dominio sul feudo. Per dirimere la contesa scelsero come arbitro il duca di Ferrara Ercole I d'Este, del quale erano vassalli. Il sovrano estense, al fine di compromettere l'unità territoriale della signoria carpigiana, decretò, nel 1497, che Giberto avrebbe dovuto rinunciare in suo favore all'enclave di Soliera unitamente ai diritti sulla metà della signoria contesa, ricevendo in corrispettivo, come feudo estense, quella di Sassuolo, per sé e la sua posterità

## Storia

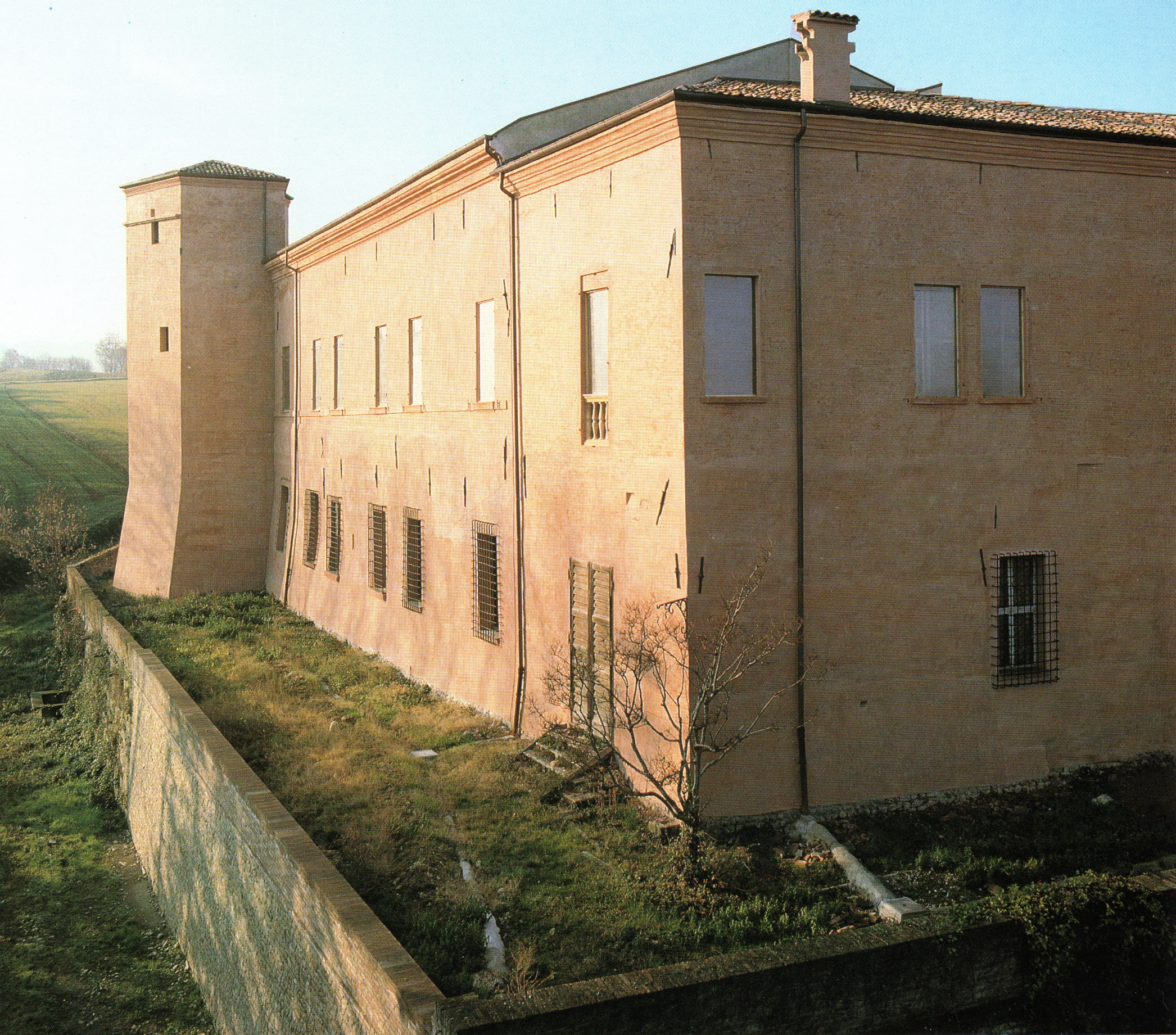
Angolo nord est del castello di Spezzano

La signoria era strategicamente situata all'interno del ducato di Modena e Reggio, sedici chilometri a sud-ovest del capoluogo estense che faceva parte fino al 1598 dello Stato di Ferrara. Era costituita dalle seguenti cinque  podesterie: Sassuolo, Formigine, Fiorano (con il castello di Spezzano), Soliera e Brandola. Senza Soliera aveva una superficie di circa 362 km² e 10.300 abitanti.
Dal 1309 al 1417 il territorio sassolese era sottoposto al dominio della famiglia Della Rosa, fin quando non lo riprese il marchese di Ferrara Niccolò III d'Este (1383-1441). In seguito ai duri contrasti descritti tra i parenti Pio di Carpi, il 16 luglio 1499, nella palazzina, ora scomparsa, di Belfiore presso Ferrara, fu stipulata la permuta tra Ercole I e Giberto III Pio di Savoia e, l'investitura, approvata dall'imperatore Massimiliano I (il cui successore Carlo V, nel 1525, avrebbe incamerato l'intera signoria di Carpi per cederla ad Alfonso I d'Este), fu personalmente ricevuta il successivo 10 settembre da Alessandro, primogenito di Giberto seriamente malato.
Giberto, lontano discendente diretto di quel Giberto I che nel 1385 aveva ottenuto il feudo imperiale di Carpi da Venceslao di Lussemburgo, morì il 26 settembre 1500 a causa delle ferite riportate nelle ostilità contro Cesare Borgia e fu sepolto nella chiesa bolognese dell'Annunziata. Alessandro, però aveva solo dodici anni e, secondo le disposizioni testamentarie del defunto genitore, assunse la reggenza la vedova Eleonora Bentivoglio, figlia del signore di Bologna Giovanni II e di Ginevra Sforza, che dimostrò apprezzabili capacità e autorevolezza nell'amministrare il feudo.
Nel XV secolo i Pio si divisero in tre rami, particolarmente litigiosi: Albertino (da Alberto III), Gibertino (Giberto III) e Galassino (Galasso II). La linea gibertina di Sassuolo, pur avendo perso la signoria nel 1599, si è poi dimostrata longeva, estinguendosi, nella linea maschile, solo nel 1776. Il titolo di principe Pio di San Gregorio, trasmesso per via femminile, è sopravvissuto in Spagna fino all'epoca contemporanea. Il 27 gennaio 1450 Alberto II Pio di Carpi aveva ottenuto dal duca Lodovico la prerogativa di aggiungere al proprio il cognome Savoia, come compenso dei servigi offerti in guerra.
Il governo di Alessandro fu assai tormentato dalle aggressività estensi e pontificie: verrà ricordato per aver fatto costruire, in Sassuolo, la torre dell'orologio, uno dei simboli della cittadina. Aveva sposato Angela Borgia (1486-1522), congiunta del papa Alessandro VI. La precoce scomparsa di Alessandro senza eredi maschi indusse la madre Eleonora a riprendere la reggenza in nome del nipote Giberto II: fu un periodo difficoltoso (1517-1525) a causa delle fazioni interne che laceravano la signoria. Giberto si occupò poi molto dell'abbellimento di Sassuolo: fece restaurare e ampliare il castello, impreziosendolo con affreschi del pittore modenese Nicolò dell'Abate; trasformò con nuove opere urbanistiche il centro del capoluogo.
Giberto II, nonostante le tre consorti, non ebbe prole maschile e gli succedette il cugino Ercole, figlio di un fratello minore di Alessandro, e di Lucrezia Roverella. Il nuovo signore, nel 1561, promulgò gli statuti che rimasero in vigore fino al 1772.
Alla morte di Ercole nel 1571, il suo successore Marco era ancora un infante e, quando la madre Virginia Marino ritornò a Milano per concludere un secondo matrimonio (dal quale sarebbe nata Marianna de Leyva, la famosa monaca di Monza), fu la nonna Lucrezia Roverella ad assumerne la tutela.
L'effettiva durata della signoria di Marco (1568-1599) si ridusse ad effettivi quindici anni, data la reggenza dello zio Enea (1571-1584). Fratello minore di Ercole, Enea sposò Laura Obizzi, sopravvisse al nipote e la sua casa, con i discendenti del figlio Ascanio, si estinguerà con la pronipote Isabel María , ultima della linea gibertina dei Pio, consorte di Antonio Valcárcel y Perez Pastor.
La famiglia reggente risiedeva abitualmente nel castello di Sassuolo che, dopo l'estinzione della signoria, il duca di Modena Francesco I d'Este (1624-1658) fece radicalmente trasformare in palazzo. Il luogo di sepoltura dei Pio era nell'oratorio di San Giuseppe, affidato ai Serviti.
Marco, sposo di Clelia Farnese (1556-1613, più volte reggente), visse una vita difficile, ma trovò il tempo di dedicarsi all'arte, come nella realizzazione degli affreschi (sui suoi domini) nel castello di Spezzano, sua residenza favorita, o nella costruzione della guglia. Partecipò a diverse guerre, ma gli fu fatale l'annessione del ducato di Ferrara allo Stato Pontificio e la successione nel ducato di Modena e Reggio, feudo imperiale, di Cesare d'Este, congiunto naturale dell'ultimo duca Alfonso II. Cesare lo attirò a Modena con uno stratagemma, per dirimere una faccenda familiare: Marco fu, subito dopo, vittima di un attentato, mai rivendicato da alcuno, e morì il 27 novembre 1599. Rigettate le pretese di Enea, la signoria di Sassuolo fu inglobata nello Stato estense. Negli ultimi giorni della sua esistenza Marco aveva ricevuto le nomine, da lui assai ambite, di principe del Sacro Romano Impero da parte di Rodolfo II d'Asburgo, e di duca della Ginestra conferitagli dal Papa.

## Signori di Sassuolo (1499-1599)
| # | Sovrano (nascita–morte) | Regno (dal–al) | Consorte                                               | Note                                                                      |
| 1 | Giberto I Pio di Savoia | 1499 - 1500    | Eleonora Bentivoglio reggente: 1500-1505 e 1517-1525   | Giberto I di Sassuolo viene denominato Gilberto III come signore di Carpi |
| 2 | Alessandro              | 1505 - 1517    | Angela Borgia                                          | con reggenza della madre Eleonora                                         |
| 3 | Giberto II              | 1517 - 1554    | Anna Rangoni, Elisabetta d'Este, Isabella Da Correggio | con reggenza dell'ava Eleonora; privo di prole maschile                   |
| 4 | Ercole                  | 1554 - 1571    | Virginia Marino                                        | cugino del precedente                                                     |
| 5 | Marco                   | 1571 - 1599    | Clelia Farnese                                         | con una prima reggenza dello zio Enea (1571-1584); privo di prole         |